# لويس كلارك (عداء سريع)
لويس كلارك (بالإنجليزية: Louis Clarke)‏ هو عداء سريع أمريكي، ولد في 23 نوفمبر 1901 في ستيتسفيل في الولايات المتحدة، وتوفي في 24 فبراير 1977 في فيشكيل في الولايات المتحدة.

## وصلات خارجية
- لويس كلارك على موقع أوليمبيديا (الإنجليزية)